# Karl Friedrich Mess
Karl Friedrich Mess (* 2. Juli 1921; † 20. Dezember 2011 in Stuttgart) war ein deutscher Flötist.

## Leben
Karl Friedrich Mess trat 1949 als Soloflötist in das damalige Sinfonieorchester des Süddeutschen Rundfunks (heute Radio-Sinfonieorchester Stuttgart des Südwestrundfunks) ein.
1966 wurde Mess zum Kammermusiker, 1975 als Leiter einer Flötenklasse zum Professor an der Hochschule für Musik und Darstellende Kunst in Stuttgart ernannt. Zu seinen Schülern gehörte die Flötistin und Hochschullehrerin Wally Hase.
Mess war langjähriges Vorstandsmitglied der Deutschen Orchestervereinigung.
Als Musiker trat Karl Friedrich Mess zum letzten Mal im Jahre 2007 auf; danach wirkte er noch im Dokumentarfilm Spuren ins Nichts – Der Dirigent Carlos Kleiber (2010) mit, wo er einen Probenmitschnitt Kleibers aus dem Jahre 1970 kommentierte.

## Auszeichnungen
- Goldene Ehrennadel der Deutschen Orchestervereinigung.
- Bundesverdienstkreuz am Bande.